# 阿瓜尼尔
阿瓜尼尔（葡萄牙語：Aguanil）是巴西米纳斯吉拉斯州的一座城市，面积235.03平方公里，人口4,054人（2007年）。1962年12月30日，阿瓜尼尔成為一個獨立的城市，之前是坎普贝卢的一部分。